# Joachim H. Ficker

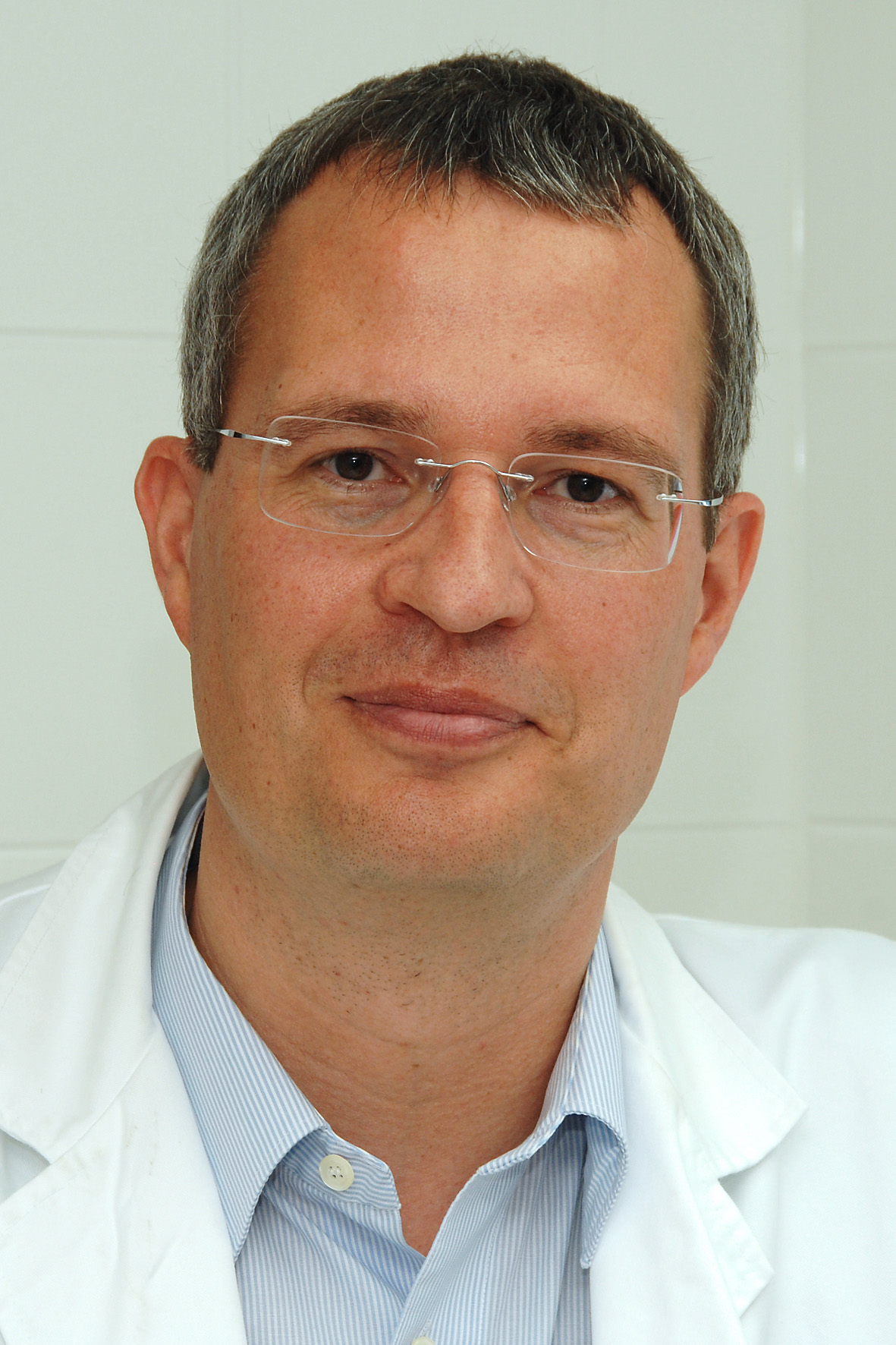
Joachim H. Ficker (2007)

Joachim Hans Ficker (* 4. Juni 1963 in Nürnberg) ist ein deutscher Arzt und Universitätsprofessor mit Schwerpunkten in der Inneren Medizin, Pneumologie und Schlafmedizin.

## Leben
Nach dem Studium der Medizin, Promotion und Habilitation an der Friedrich-Alexander-Universität Erlangen-Nürnberg wurde Ficker 2003 zum Chefarzt der Klinik für Pneumologie, Allergologie und Schlafmedizin (Medizinische Klinik 3) am Klinikum Nürnberg berufen. 2005 erfolgte die Ernennung zum außerplanmäßigen Professor der Friedrich-Alexander-Universität Erlangen-Nürnberg und 2014 die Ernennung zum Universitätsprofessor der Paracelsus Medizinischen Privatuniversität am Standort Nürnberg.
Ficker leitet zudem das Lungentumorzentrum Nürnberg und das Schlafmedizinische Zentrum Nürnberg.

## Forschung
Ficker forscht zu schlafbezogenen Atmungsstörungen, auch im Zusammenhang mit Diabetes mellitus. Seit 2003 folgten Studien zur Therapie des Lungenemphysems.

## Publikationen (Auswahl)
- Der Einfluss von Disopyramid auf den Verlauf des glycerininduzierten akuten Nierenversagens der Ratte, 1989.
- Oszilloresistometrie beim Schlafapnoe-Syndrom, Thieme, 2000.
- mit Felix Herth, Manfred Wagner und Ralf Eberhardt, Bronchoskopie Indikation – Diagnostik – Therapie, Thieme, 2015.
- mit Christian Geßner und Frank Kanniess, Chronisch obstruktive Lungenkrankheit – welche Therapie für welchen Patienten? : individuelles Therapiemanagement inklusive der Triple-Therapie, Thieme, 2021.